# Борбона
Борбона (итал. Borbona) — коммуна в Италии, располагается в регионе Лацио, в провинции Риети.
Население составляет 643 человека (2008 г.), плотность населения составляет 14 чел./км². Занимает площадь 46 км². Почтовый индекс — 2010. Телефонный код — 0746.
Покровительницей коммуны почитается святая Реститута Сорская, празднование 27 мая.

## Демография
Динамика населения:

## Администрация коммуны
- Официальный сайт: http://www.comune.borbona.rieti.it/